# Igal
Igal kisváros Somogy vármegyében, a Kaposvári járásban, lakosságszám tekintetében a megye és a Dél-Dunántúl legkisebb városa.

## Fekvése
A Kaposvárt Szántóddal összekötő 6505-ös út mentén helyezkedik el, Kaposvártól 24, a Balatontól mintegy 40 kilométerre; érinti a területét a Batétól idáig húzódó 6503-as és a Kocsola felől idáig vezető 6507-es út is.
A települést szántóföldek, szőlők, erdők, dombságok ölelik körül. Északi határán húzódik végig – kelet–nyugati irányban – a Somogy-Tolnai-dombság, amely Igalnál éri el a legmagasabb pontját, a 301 méter magas Csúcsos-dombon.

## Története
1211-ben egy oklevélben Igal villának nevezték, 1272-ben pedig már faluként szerepelt. 1448-ból fennmaradt egy olyan oklevél, amely Igalt már oppidumként, vagyis mezővárosként említette. 1462-ben Mátyás királytól kiváltságlevelet kapott és engedélyt arra, hogy évente négy alkalommal országos vásárt rendezzen. 1687-ben Esterházy Pál nádor feljegyzésében az szerepelt, hogy a mezővárost sikerült visszahódítani a törököktől, viszont a település megtorpant a fejlődésben, csökkent a lakossága. 1707 februárjában Rákóczi kuruc serege egyik súlyos vereségét itt szenvedte el. 1856-ban kolerajárvány tizedelte meg a lakosságot.
A napjainkban termálfürdőjének is köszönhetően fejlődő település 2009. július 1-ben városi rangot kapott.

## Közélete

### Polgármesterei
- 1990–1994: Herczegné Szél Edit (független)[3]
- 1994–1998: Dr. Jakab József (független)[4]
- 1998–2002: Dr. Jakab József (független)[5]
- 2002–2006: Dr. Jakab József (független)[6]
- 2006–2010: Dr. Jakab József (független)[7]
- 2010–2011: Dr. Varjú László Ferenc (Fidesz-KDNP)[8]
- 2012–2014: Obbás Gyula (Fidesz-KDNP)[9][10]
- 2014–2019: Obbás Gyula (Fidesz-KDNP)[11]
- 2019–2024: Obbás Gyula (Fidesz-KDNP)[12]
- 2024– : Dr. Szántó Imre László (független)[1]

A településen 2012. február 19-én időközi polgármester-választást tartottak az előző polgármester lemondása miatt.

## Népessége
A település népességének változása:
| Lakosok száma | 1286 | 1301 | 1305 | 1352 | 1334 | 1341 | 1396 |
|               | 2013 | 2014 | 2015 | 2021 | 2022 | 2023 | 2024 |

A 2011-es népszámlálás során a lakosok 83,7%-a magyarnak, 4,2% németnek, 6% cigánynak, 0,2% románnak mondta magát (13,9% nem nyilatkozott; a kettős identitások miatt a végösszeg nagyobb lehet 100%-nál). A vallási megoszlás a következő volt: római katolikus 56,4%, református 4,9%, evangélikus 1,5%, görögkatolikus 0,1%, felekezet nélküli 10,9% (25,1% nem nyilatkozott).
2022-ben a lakosság 86,9%-a vallotta magát magyarnak, 5% németnek, 3,5% cigánynak, 0,2% ruszinnak, 0,1-0,1% szerbnek, szlovénnek, lengyelnek, görögnek, örménynek, bolgárnak és ukránnak, 3,4% egyéb, nem hazai nemzetiségűnek (10% nem nyilatkozott; a kettős identitások miatt a végösszeg nagyobb lehet 100%-nál). Vallásuk szerint 41,9% volt római katolikus, 6,8% református, 1,2% evangélikus, 0,4% görög katolikus, 0,1% ortodox, 0,1% egyéb keresztény, 1,6% egyéb katolikus, 13,6% felekezeten kívüli (34,2% nem válaszolt).

## Nevezetességei
- Igali Gyógyfürdő: 1964 óta működik, 2001-ben kapta meg a gyógyfürdő, 2016-ban a gyógyhely[16] minősítést, alkáli-kloridos és hidrogén-karbonátos hévize jódot tartalmaz. Mozgásszervi betegségeket, sérülések után fennmaradt keringési zavarokat, ízületi és nőgyógyászati problémákat, urológiai betegségeket, időskorú potenciazavarokat ápolnak vele.
- Baumgartner-ház
- Római katolikus Szent Anna-templom
- Kálvária
- Igali-tározó, horgásztó és árvízvédelmi tározó

## Érdekesség
- Igal nevét viseli 1991 óta egy 8,83 km átmérőjű becsapódási kráter a Marson (Igal-kráter).[17]
- Magyarország egyik geológiai egységét, a dinári–bükki övet igal–bükki pásztának nevezik.
- Igal lakossága a várossá avatás évében 1292 volt, így hazánk egyik legkisebb lélekszámú városa.

## A település híres szülöttei
- Kétszery József (1809–1889) színész, színigazgató
- Nyíri Tamás (1920–1994) római katolikus pap, teológus, Széchenyi-díjas filozófus
- Verő György, családi nevén Hauer Hugó (1857–1941) zeneszerző, színműíró, rendező, színháztörténeti író

## Képek

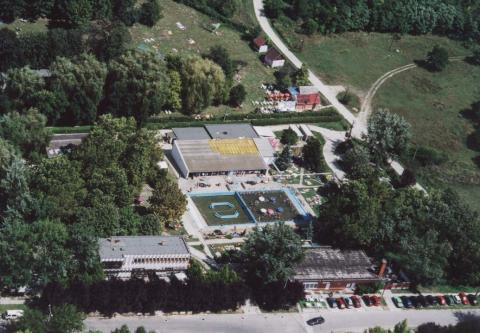
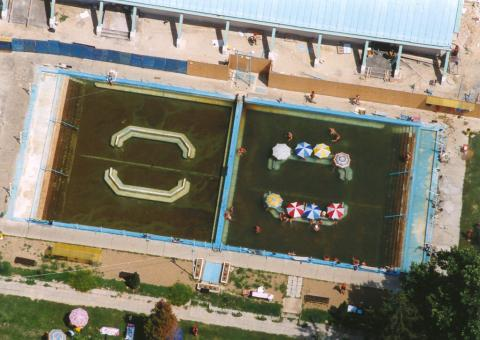